# Matrei am Brenner
Matrei am Brenner (hist. Deutsch-Matrei) – gmina targowa w Austrii, w kraju związkowym Tyrol, w powiecie Innsbruck-Land.

## Geografia
Gmina leży ok. 17 kilometrów na południe od Innsbrucka, w dolinie płynącej z południa na północ rzeki Sill oddzielającej Alpy Zillertalskie od Stubaier Alpen i stanowiącej prawy dopływ Innu.

## Historia
Miejsce zamieszkałe już w epoce brązu. W 1964 roku przy okazji przeprowadzania prac budowlanych znaleziono około 100 urn, które specjaliści określili jako przynależne do kultury halsztackiej z datowaniem około 1200 lat p.n.e.
Nazwa gminy targowej pochodzi od mieszczącego się na tym terenie obozu rzymskiego Locus Matreium, wymienionego z nazwy w Tabula Peutingeriana.
W średniowieczu początkowo wioska na trasie komunikacyjnej przez Brenner. Wymieniona w 995 roku pod nazwą Matereia. Od 1251 roku miejscowość z prawami gminy targowej. Zabudowa składała się w dużej części z gospód dla osób podróżujących przez Brenner. W związku z tym domy ustawione były szeregowo wzdłuż głównej drogi biegnącej przez miejscowość. W 1447 roku otworzono publiczny szpital dla podróżujących przez Brenner.
W czasie wojen napoleońskich miejscowość przyłączyła się do powstania kierowanego przez Andreasa Hofera.
Gmina straciła na znaczeniu w związku z budową linii kolejowej przez Brenner.
w 1914 roku wybuchł wielki pożar, który pochłonął znaczną część zabudowań. W czasie II wojny światowej Matrei było jedyną miejscowością w Tyrolu poddaną ciężkim bombardowaniom przez samoloty alianckie, których celem było unieruchomienie linii kolejowej biegnącej przez Brenner. Bombardowanie w dniu 22 marca 1945 spowodowało śmierć 48 mieszkańców; ponadto wiele osób odniosło rany.
Obecnie Matrei am Brenner jest niewielką, nieco senną tyrolską gminą, często nie zauważaną nawet przez turystów jadących omijającą go autostradą biegnącą przez Brenner. Warte jest jednak zwiedzenia ze względu na piękną, historyczną zabudowę w stylu tyrolskim.

## Demografia
Gmina targowa Matrei am Brenner, jak również cała dolina rzeki Sill od czasów wczesnośredniowiecznych zamieszkałe są przez Tyrolczyków posługujących się dialektem tyrolskim języka niemieckiego. W XIX wieku liczba ludności gminy wynosiła około 500 osób. W II połowie XX wieku liczba ta wzrosła do około 1000. W 2011 roku liczba mieszkańców wynosiła 902 osoby.

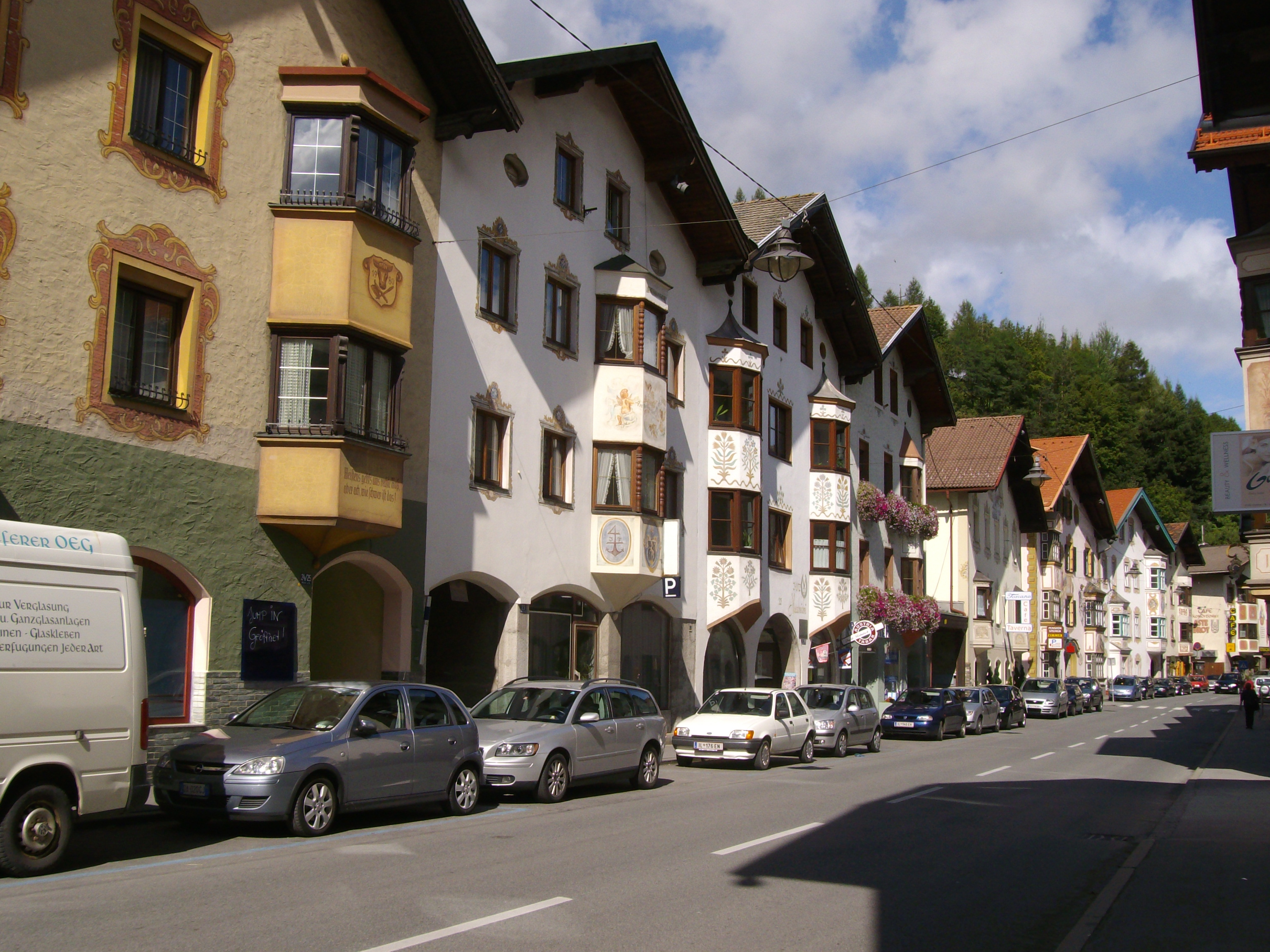
Widok głównej ulicy w gminie

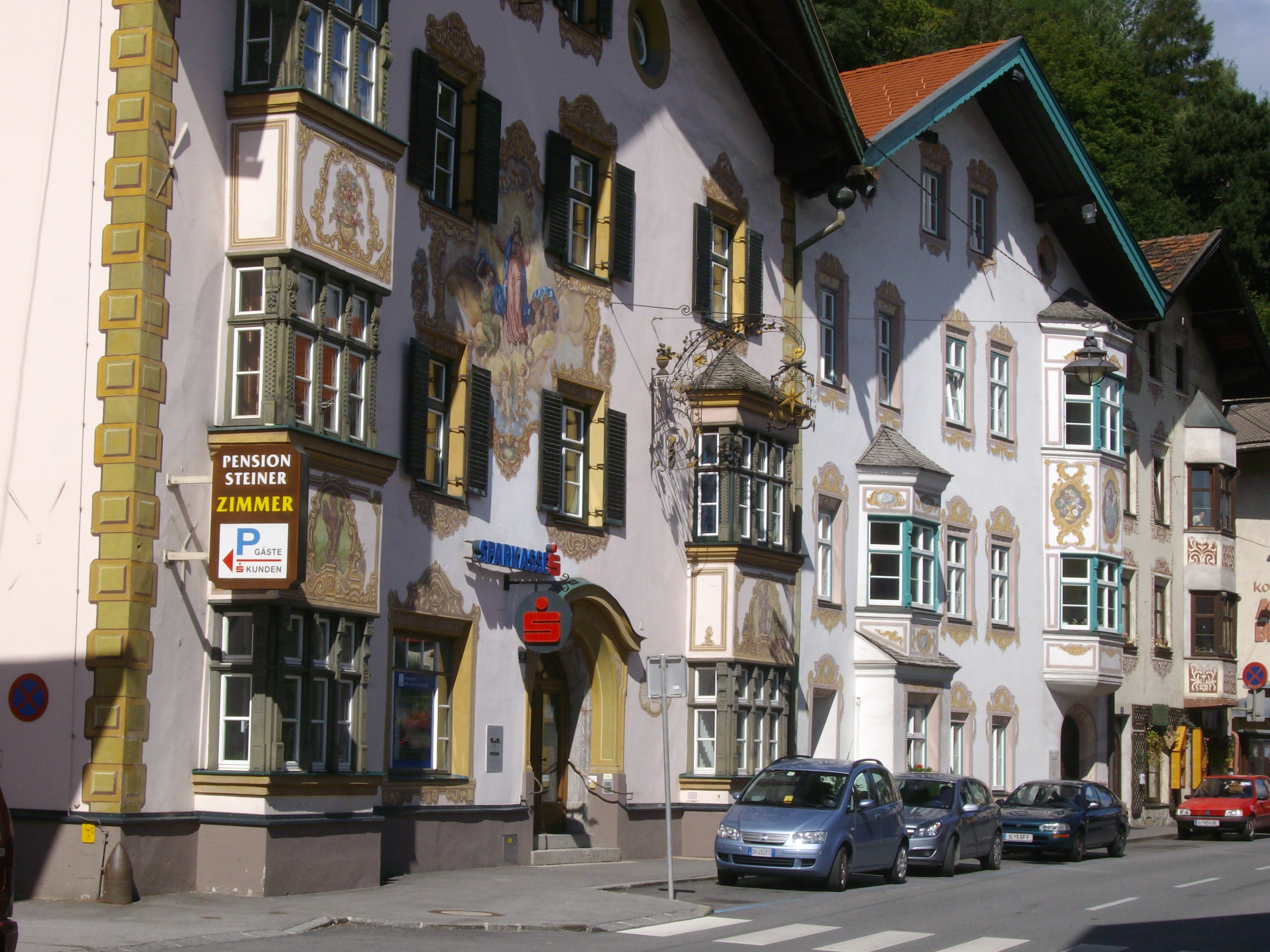
Fasady zabytkowych domów tyrolskich w gminie

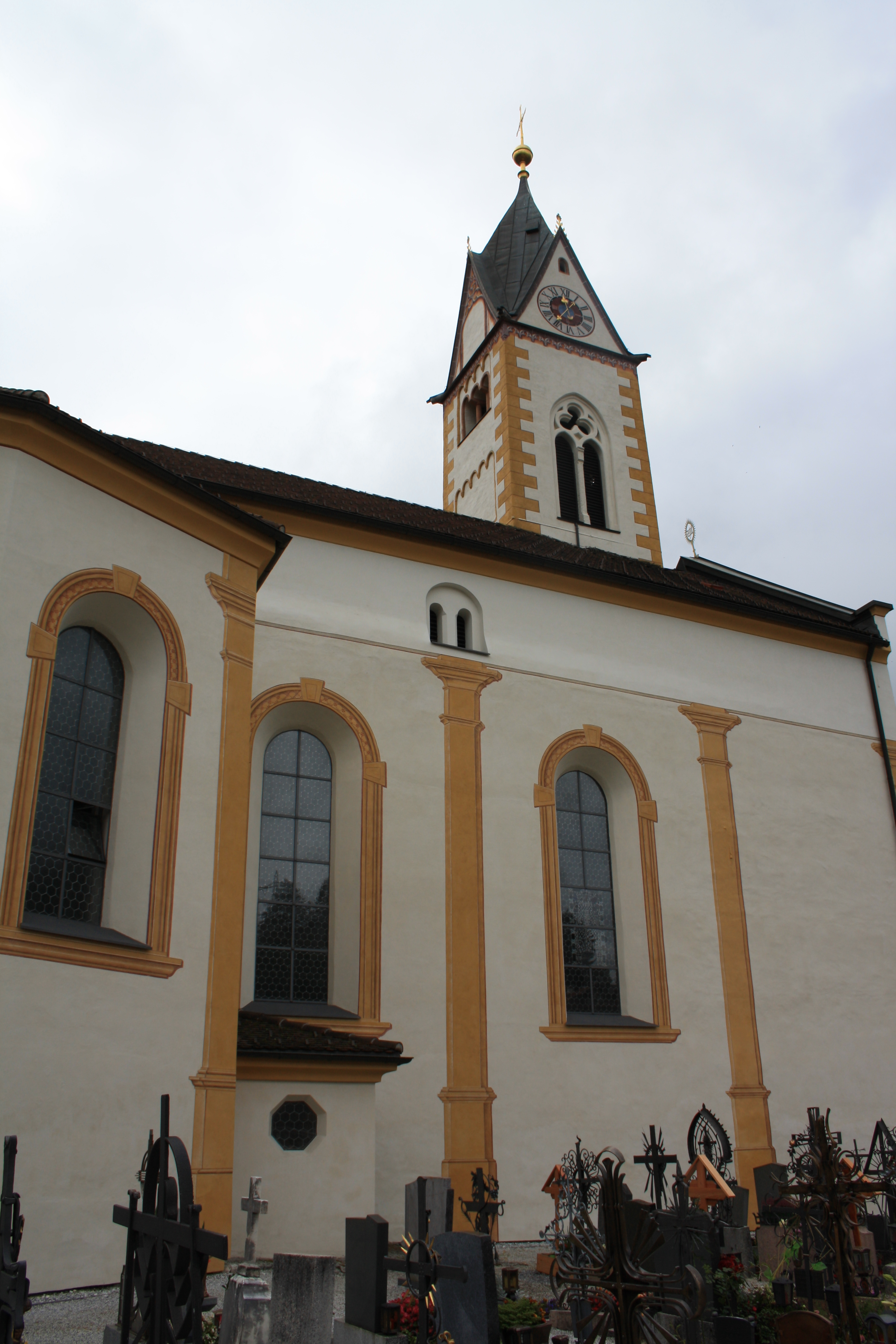
Kościół parafialny pw. Najświętszej Maryi Panny (Mariä Himmelfahrt)

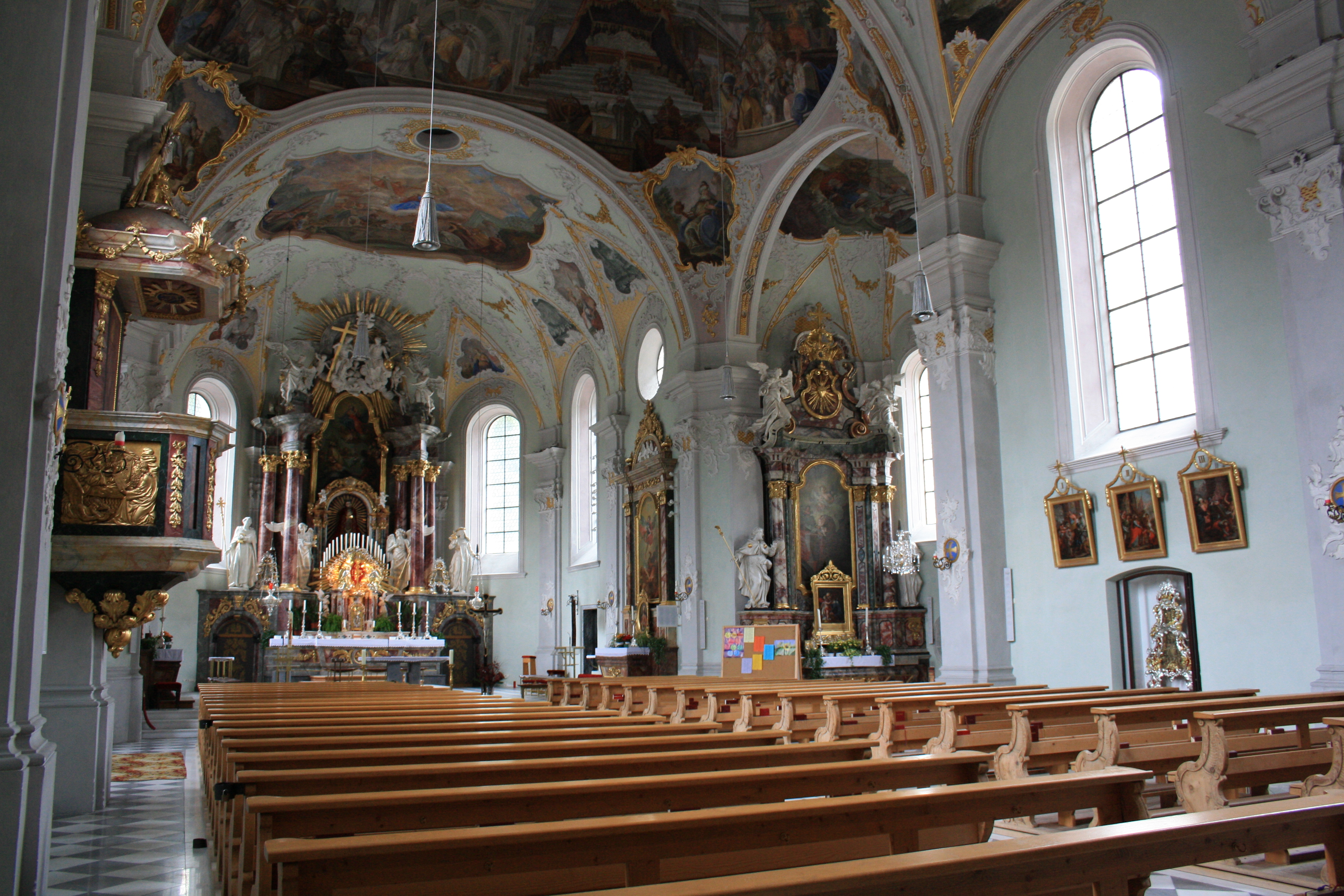
Barokowe wnętrze kościoła parafialnego z freskami Josepha Adama von Mölka

## Komunikacja
Matrei am Brenner położone jest na historycznej europejskiej linii komunikacyjnej biegnącej z Niemiec doliną rzeki Inn przez Innsbruck i dalej przez Brenner do Włoch. Od starożytnych czasów biegła tędy droga łącząca Europę północną z Półwyspem Apenińskim, wykorzystywana podczas ruchów migracyjnych oraz przemarszu wojsk. Droga ta była utwardzona już w czasach rzymskich. W okresie średniowiecza w Matrei am Brenner droga rozdzielała się na dwie gałęzie: jedna z nich biegła lewą stroną doliny do Innsbrucka, druga przechodziła prawym zboczem doliny przez Patsch i dalej przez Lans i Ampass do miasta Hall in Tirol w dolinie Innu, omijając Innsbruck od wschodu. Przybliżonymi trasami obydwu gałęzi historycznych dróg biegną obecnie znakomicie utrzymane szosy asfaltowe.
Zachodnim skrajem Matrei am Brenner przebiega transeuropejska autostrada północ południe Monachium – Innsbruck – Brenner – Bolzano – Trydent – Werona. Autostrada jest płatna zarówno po austriackiej, jak i po włoskiej stronie, niezależnie od wykupionej wcześniej austriackiej winietki autostradowej.
Przez gminę przebiega transeuropejska linia kolejowa idąca przez Brenner. W miejscowości znajduje się niewielka stacja kolejowa, na której zatrzymują się pociągi lokalne.
Dojazd do Matrei am Brenner z Innsbrucka: autobusem kursowym, pociągiem lokalnym, lub samochodem. Jadąc samochodem z kierunku Innsbrucka w celu uniknięcia opłaty autostradowej należy zjechać z autostrady zaraz za tunelem pod skocznią Bergisel na starą asfaltową szosę.

## Zabytki
Kościół parafialny pw. Najświętszej Maryi Panny (Mariä Himmelfahrt) wybudowany w 1311 roku w stylu romańskim. W 1754 roku przebudowany został w stylu barokowym. Wewnątrz freski autorstwa Josepha Adama von Mölka. W prezbiterium obraz przedstawiający Jezusa cierpiącego. Kościół poddano pracom konserwacyjnym w 1995 roku.
Kościół pw. Świętego Ducha (Heiliger Geist), zwany też kościołem szpitalnym (niem. Spitalkirche), wzniesiony w 1646 roku położony jest przy głównej drodze, w południowej części miejscowości. Kościół był wielokrotnie przebudowywany, ostatnie prace remontowo-konserwacyjne przeprowadzono w roku 2000.
Sanktuarium Maria Waldrast, położone na zboczu doliny, wysoko ponad jej dnem na wysokości 1638 m, wzniesione w 1429 roku, konsekrowane w 1465 roku.
Zamek Arnholz wzniesiony po prawej stronie doliny rzeki Sill  w pobliżu gminy położony jest na terenie sąsiedniej gminy Pfons.

## Osoby

### urodzone w Matrei am Brenner
- Günther Mader, zjazdowiec austriacki, 6-krotny medalista mistrzostw świata, brązowy medalista w zjeździe Zimowych Igrzysk Olimpijskich w Albertville.